# Christopher Nielsen
Christopher Nielsen né le 20 avril 1963 à Oslo, est un auteur de bande dessinée et un réalisateur de films d’animation norvégien. 

## Biographie
Christopher Nielsen est le frère du rockeur Jokke, dont il a illustré les disques. Figure déjà mythique de la BD underground en Norvège, il a publié ses premières planches à l’âge de 17 ans. Ses productions sont marquées par un humour trash extrêmement sombre. Son premier long métrage d’animation, Slipp Jimmy fri (Libérez Jimmy), est sorti en 2006.

## Distinction
- 1988 : Prix Sproing de la meilleure bande dessinée norvégienne pour En fettsugers bekjennelser
- 1989 : Prix Sproing de la meilleure bande dessinée norvégienne pour UR et Rummpfftillfftooo? no 3
- 2005 : Prix Sproing de la meilleure bande dessinée norvégienne pour Uflaks
- 2006 : Prix Amanda du meilleur film norvégien pour Libérez Jimmy
- 2008 : Prix Hedda pour le texte de Verdiløse menn (no), créé au Nationaltheatret
- 2009 : Prix Ibsen (no) pour Verdiløse menn